# Mirko Frýba

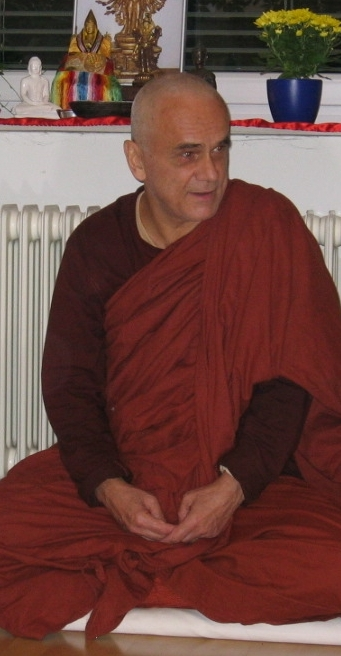
Bhikkhu Kusalananda, September 2005

Mirko Frýba, Miroslav Alexandr Fryba,  (* 21. Januar 1943 in Prag; † 23. Juli 2016 in Kreuzlingen) war Psychoanalytiker und Universitätsdozent für Psychologie, bevor er unter dem Namen Bhikkhu Kusalananda in Sri Lanka zum buddhistischen Mönch wurde.

## Leben
Mirko Frýba hatte als Fabrikarbeiter gearbeitet, bevor er schließlich in den Sechzigerjahren mit einem Studium an der Prager Karls-Universität begann. Schon früh beschäftigte er sich mit östlicher Weisheit und machte 1967 anlässlich eines mehrmonatigen Aufenthalts in Indien, unter anderem bei Swami Satyananda erste Erfahrungen mit Meditation und wurde selbst Lehrer des Satipatthana-Vipassana. Zurück in der Tschechoslowakei, war Mirko Frýba 1968 im gewaltlosen Widerstand gegen die Besatzer des Warschauer Pakts aktiv und emigrierte schließlich in die Schweiz, die seine zweite Heimat wurde. In Bern promovierte er 1975 in Psychologie und machte sich einen Namen als Lehranalytiker und Universitätslehrer. Er gilt als Pionier des schweizerischen Buddhismus, als Gründer der Dhamma-Gruppe Bern (1978) und Gründungspräsident der Schweizerischen Buddhistischen Union. In seiner Schweizer Zeit traf er auch den Ehrwürdigen Nyanaponika, der seit 1968 regelmäßig nach Locarno kam, und wurde dessen Schüler. Es gelang ihm auch seinen burmesischen Lehrer Mahasi Sayadaw nach Zürich einzuladen.
Seit den Neunzigerjahren entfaltete Frýba, der schon im Mai 1990 an der Karls Universität eine Gastvorlesung über Buddhismus und Psychologie gehalten hatte, eine intensive Lehrtätigkeit in der Tschechischen und in der Slowakischen Republik, wodurch es zur Gründung zahlreicher, lokaler Bodhi-Gruppen und später zur Ordination von Mönchen und Nonnen aus dem tschechischen und slowakischen Raum kommt. So muss er auch als Pionier des slowakischen und tschechischen Buddhismus betrachtet werden. Immer wieder hat er auch Texte des Palikanons ins Tschechische übersetzt.
1997 wurde er in Sri Lanka, seiner dritten Heimat, zum Mönch (bhikkhu) ordiniert und lebte dort einige Jahre in einem Waldkloster bei Kandy. Alljährlich besuchte er Europa für Vortragstätigkeit im tschechischen, slowakischen und  deutschsprachigen Raum. Er gilt als einer der fundiertesten europäischen Kenner des Pali-Kanons und insbesondere des Abhidhamma. Seit 2006 hielt er sich wieder überwiegend in Europa auf. Unter anderem war der Zürich Buddhist Vihara ein weiterer Mittelpunkt seines Lebens und seiner Dhamma-Arbeit.
Als Mitglied der Weltklostergemeinschaft lebte er von Oktober 2006 bis Mitte 2008 im Weltkloster in Radolfzell am Bodensee und betreute als 'Thera' (Ältester) die buddhistische 'Ayukusala' Gemeinschaft in mehreren Ländern Mitteleuropas.

## Werke
- Miroslav Frýba: Psychische Interaktion, intrapsychische Struktur, individuelles Wertsystem. Diss. phil.-hist. Bern 1975
- Mirko Frýba: Anleitung zum Glücklichsein – Die Psychologie des Abhidhamma, Bauer Verlag, Freiburg 1987
- Mirko Fryba: Abhidhamma im Überblick : Texte der hohen Lehre des Buddha. Konstanz : Univ., Forschungsprojekt „Buddhistischer Modernismus“, 1990